# بوکوزو ماسانا
بوکوزو ماسانا (انگلیسی: Bokuzō Masana؛ زادهٔ ۱۱ اوت ۱۹۷۰) بازیگر اهل ژاپن است. وی از سال ۱۹۹۲ میلادی تاکنون مشغول فعالیت بوده‌است.